# Unabhängige Gewerkschaftsorganisation

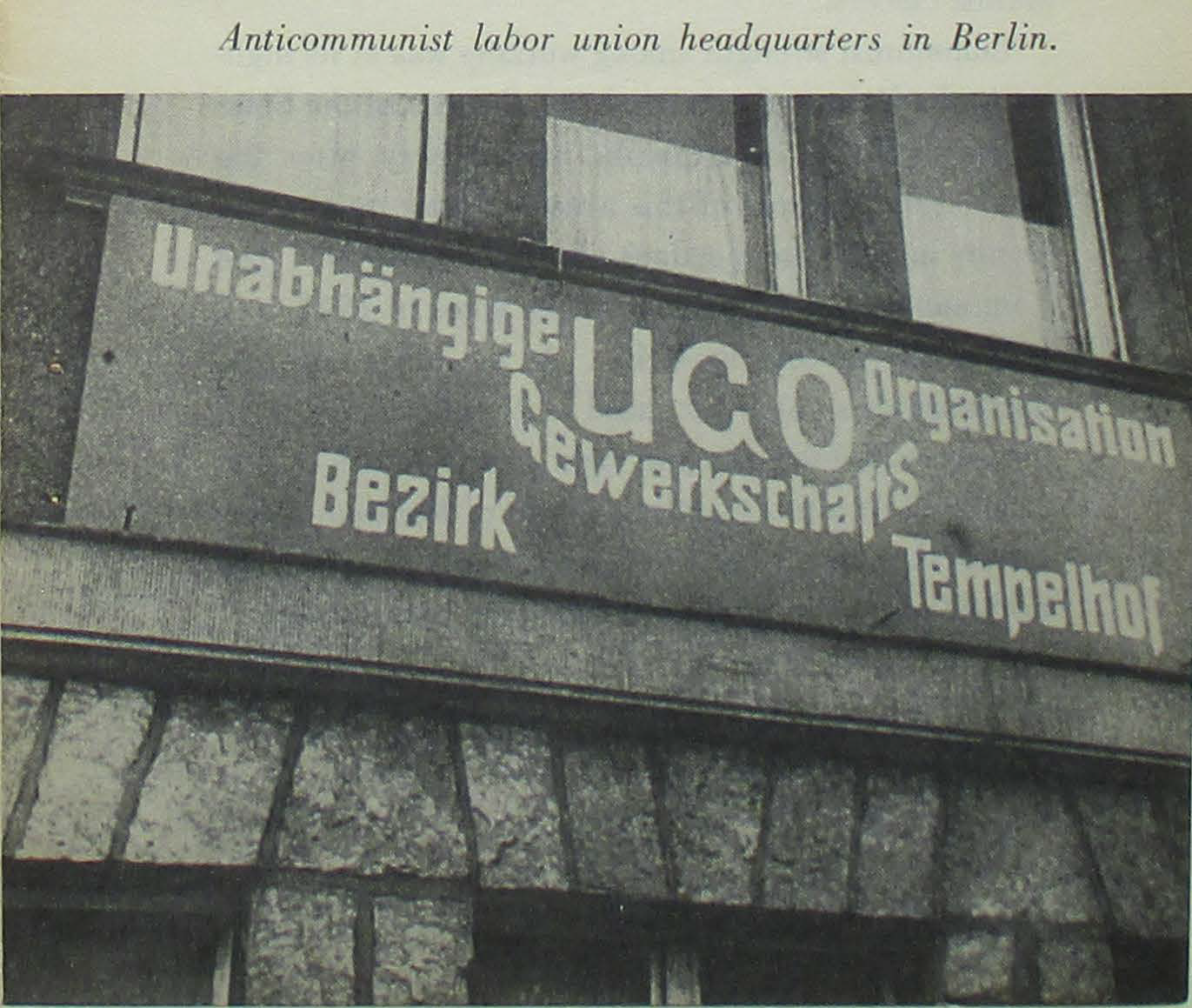
Entsendung der UGO-Zentrale

Die Unabhängige Gewerkschaftsorganisation (UGO) spaltete sich am 23. Mai 1948 vom Groß-Berliner Freien Deutschen Gewerkschaftsbund (FDGB) ab. Sie hatte von ihrer Gründung bis zu ihrer Verschmelzung mit dem Deutschen Gewerkschaftsbund (DGB) ihren Sitz im Tauentzienpalast in der Nürnberger Straße.

## Entwicklung
Am 1. Mai 1948 hatten bereits getrennte Maifeiern der beiden Gewerkschaftsorganisationen stattgefunden. Die Teilung geschah im Zuge der Teilung Berlins, der FDGB war fortan die gewerkschaftliche Organisation der Sowjetischen Besatzungszone und die UGO war der Dachverband der West-Berliner Gewerkschaften. 
Aus der UGO wurde später der West-Berliner DGB-Landesbezirk.

## Führende Persönlichkeiten
Die West-Berliner Lehrergewerkschaft Verband der Lehrer und Erzieher (BVL) übernahm eine wichtige Funktion innerhalb der UGO. Erster Vorsitzender der UGO war Richard Schröter, der zugleich 1. Vorsitzender des BVL, Schulrat im Bezirk Charlottenburg und ab 1952 für die SPD im Deutschen Bundestag war. Zweiter Vorsitzender war Edmund Oprée, der ebenfalls im Bezirk Charlottenburg als Hauptschulrat tätig war.